# アスト津
アスト津（アストつ、UST-TSU）は、三重県津市の津駅前にある複合ビル。高さは地上94mで、三重県内では四日市港ポートビル（100m）に次いで2番目に高い建築物である。
津駅周辺部のランドマークになっており、テナント・オフィス等が入居する「本体棟」と、市営駐車場でもある「駐車場棟」にそれぞれ分かれている。

## 概要
津市の再開発事業により津駅前に建設され、2001年（平成13年）4月にグランドオープンした、三重県や津市の行政施設、賃貸オフィス、ホテル（ホテルグリーンパーク津、グリーンズが運営）、商業店舗・レストランが入居する複合ビルである。三重県の県庁所在地の玄関口にふさわしい都市景観と地域活性化が目的。
旧・国鉄の清算事業用地であった場所を当時の津市が取得し、1992年（平成4年）に事業計画が決定した。正式名称は「津駅前北部A-1地区第一種市街地再開発事業施設建築物」。
建物の名称である「アスト津」の名称は、アスト津＝UST津＝明日都津から、および「津」の「tsu」を逆さまにした「ust」から名付けられたらしい。なお全国から2666点の応募があり、1999年（平成11年）に決定した。
第三セクターの津駅前都市開発株式会社が管理運営を行っている。

## フロアガイド

### 本体棟
- 地下1F：グルメポート（レストラン街）
- 1F・2F：ホテルグリーンパーク津、ショッピングモール
- 3F：みえ県民交流センター（旅券センター）
  - 三重県立図書館のブックポストが設置されている[2]。
- 4F・5F：アストプラザ（津市の行政窓口サービスのほか、貸しホール、貸し会議室がある）
- 6F：ホテルグリーンパーク津
- 7F - 12F：オフィスフロア（企業・団体が入居している）
  - 8F：中京テレビ放送三重支局[3]
  - 10F：日本公文教育研究会津事務局[4]、名古屋テレビ放送三重支社
  - 11F：CBCテレビ三重支社[5]
  - 12F：東海旅客鉄道三重支店
- 13F - 18F：ホテルグリーンパーク津

### 駐車場棟
9階建てとなっている。以下は本体棟と駐車場棟とが接続されている階を記す。
- 本体棟1F - 駐車場棟1F、本体棟2F - 駐車場棟2F
- 本体棟3F - 駐車場棟4F
- 本体棟4F - 駐車場棟5F（ここのみスロープでつながっており、車椅子利用者はここから入ることができる）